# Dmitri Iakovenko
Dmitri Olégovitx Iakovenko (en rus: Дмитрий Олегович Яковенко) (nascut el 28 de juny de 1983 a Omsk, a la Sibèria) és un jugador d'escacs rus, que té el títol de Gran Mestre des de 2001. Obtingué el títol de Mestre Internacional als 14 anys, i fou Campió del món Sub-18 el 2001.
A la llista d'Elo de la FIDE del desembre de 2022, hi tenia un Elo de 2682 punts, cosa que en feia el jugador número 8 (en actiu) de Rússia, i el 58è millor jugador del rànquing mundial. El seu màxim Elo va ser de 2760 punts, a la llista de gener de 2009 (posició número 8 al rànquing mundial).

## Biografia
En Iakovenko va aprendre del seu pare a jugar als escacs, als 3 anys, i posteriorment va ser entrenat per n'Aleksandr Nikitin, l'exentrenador de Kaspàrov. El 2004 va decidir convertir-se en jugador professional d'escacs (abans era estudiant, amb notes destacades en matemàtiques i ciències).

## Resultats destacats en competició
El 2001 va guanyar el Campionat del món sub-18 i l'Obert de Saint-Vincent. Obtingué el segon lloc a la Superfinal del 58è Campionat de Rússia, de 2005, empatat amb Aleksandr Morozévitx (el campió fou Serguei Rublevski). A finals d'aquest any, va participar en la Copa del món de 2005 a Khanti-Mansisk, un torneig classificatori per al cicle del Campionat del món de 2007, on va tenir una mala actuació i fou eliminat en primera ronda per Rafael Leitao.
El 2006 empatà al primer-segon lloc (ex aequo amb Ievgueni Alekséiev) al 59è Campionat de Rússia, el segon lloc a Pamplona 2006/2007, empatà als llocs 2n a 5è al Grup B del Torneig Corus de 2007, el segon lloc (ex aequo amb Ievgueni Tomaixevski, rere el campió Ievgueni Alekséiev) a l'Aeroflot Open de 2007, i el primer lloc al 8è Torneig Kàrpov de Poikovski (Rússia) de 2007. També el 2007, fou tercer i medalla de bronze al 8è Campionat d'Europa individual celebrat a Dresden, (el campió fou Vladislav Tkatxov), i va formar part de l'equip del Tomsk-400 que guanyar el Campionat de Rússia per Equips amb un resultat perfecte de 9/9.
El 2008, empatà al primer lloc al Grand Prix d'Elista; aquell any, a la llista d'Elo d'octubre, hi aconseguí tenir 2.737 punts, cosa que el situà per primer cop entre els 10 millors jugadors del món. El setembre de 2008, va formar part (amb Ievgueni Tomaixevski, Ievgueni Alekséiev, Piotr Svídler i Ernesto Inàrkiev) de l'equip rus que disputà el cinquè matx Rússia - Xina a Ningbo i hi puntuà 2/5 amb una performance de 2608. La Xina va guanyar el matx per un global de 26 a 24.
Fou membre de l'equip rus que guanyà la medalla d'or al Campionat del món d'escacs per equips de 2009, celebrat a Bursa.
El juliol de 2009 en Iakovenko va superar en Vladímir Kràmnik com a primer jugador d'escacs rus segons la llista d'Elo de la FIDE. No obstant això, en Kràmnik va recuperar la primera posició a la següent avaluació, el setembre del mateix any.
Entre l'agost i el setembre de 2011 participà en la Copa del món de 2011, a Khanti-Mansisk, un torneig del cicle classificatori pel Campionat del món de 2013, i hi va tenir una bona actuació; avançà fins a la quarta ronda, quan fou eliminat per Teimur Radjàbov (½-1½).
El març de 2012 es proclamà Campió d'Europa absolut, a Plòvdiv (Bulgària), per davant de Laurent Fressinet i de Vladímir Malàkhov.
L'agost de 2013 participà en la Copa del Món de 2013, on va tenir una actuació regular, i arribà a la segona ronda, on fou eliminat per Pàvel Eliànov ½-1½.
El setembre 2018 a Satka fou segon al campionat de Rússia, en empatar al primer lloc amb Dmitri Andreikin, però pèrdre-hi al play-off de desempat.

## Partides destacades
- Evgeni Najer vs Dmitri Iakovenko, Superfinal del Campionat rus de 2006, defensa Nimzo-Índia: variant Romanixin, anglesa híbrida (E20), 0-1
- Dmitri Iakovenko vs Emil Sutovsky, 8è Torneig Poikovsky Karpov 2007, obertura Ruy López: variant oberta, (C80), 1-0
- Vugar Gashimov vs Dmitri Iakovenko, Elista Grand Prix 2008, defensa Caro-Kann: variant clàssica (B18), 1/2-1/2